# Arias with a Twist
Arias with a Twist (arias con un giro) es una obra en colaboración, creada por la drag queen Joey Arias, y el titiritero Basil Twist. La pieza se estrenó off-Broadway el 12 de junio de 2008 en el HERE Arts Center del teatro Dorothy B. Williams de Nueva York. Aunque la obra se realiza como un espectáculo, tipo monólogo protagonizadado por Arias, también presenta el trabajo de seis titiriteros casi invisibles, quienes manipulan marionetas tradicionales, títeres de mano y otros elementos escénicos. La pieza ha sido nominada para el Drama Desk Award for Unique Theatrical Experience (premio Drama Desk a experiencia teatral única).

## Trama
La obra comienza con un grupo musical de cuatro marionetas, cada una tocando un instrumento; piano, batería, trompeta y bajo. Después de una breve canción, el público es presentado a Joey Arias. Arias ha sido secuestrada por extraterrestres y es sometida a exámenes, mientras Led Zeppelin realiza una versión de Kashmir. Cuando los extraterrestres terminan con la abducción, la expulsan de la nave espacial y ella se estrella en una jungla, presumiblemente, en la tierra. Ella sigue su aterrizaje con Jungle of Eden (jungla del edén), una canción original de Alex Gifford de Propellerheads. 
En Alone and hungry (sola y hambrienta), Arias busca comida sólo para encontrar un hongo que la alucina. Durante la secuencia de la alucinación, las imágenes psicodélicas se proyectan en una malla en el frente del escenario, mientras Arias canta una mezcla de los Beatles que comprende Lucy in the Sky with Diamonds (Lucy en el cielo con diamantes) Within You, Without You (dentro de ti, sin ti). La escena cambia a un lugar no revelado, donde los objetos flotan en el aire, acompañados por el monólogo de Arias sobre su sugar daddy., un hombre que le ofrece dinero o regalos a cambio favores sexuales. 
Luego la envían al infierno, donde interpreta un número musical y algunas actividades sugerentes, con dos gigantes títeres diabólicos masculinos, con sus genitales anatómicamente correctos. Arias canta la canción de Eric Carmen, All By Myself y se enfrenta a su doppelganger, en forma de marioneta, que la inspira a regresar a la ciudad de Nueva York. Esto provoca otra canción original de Alex Gifford, Lately. 
Cuando Arias regresa a Nueva York, llega justo a tiempo para actuar en un espectáculo con la banda de marionetas antes mencionada, donde canta la canción de Lambert, Hendricks & Ross, Twisted, la canción de Bill Carey y Carl T. Fischer, You've Changed, y la canción de Ziegfeld Follies, You Have Gotta Pull Strings. 
La producción termina en un final estilo Busby Berkeley, que incluye espejos e imágenes de video caleidoscópicas sobre la cara de Arias.

## Elenco original
- Joey Arias
- Oliver Dalzell
- Randy Ginsburg
- Kirsten Kammermeyer
- Mate Leabo
- Jessica Scott
- Lindsay Abromaitis Smith

## Equipo creativo original
- Director: Basil Twist Diseñador de iluminación: Ayumu Saegusa  Diseñador de sonido: Greg Duffin  Diseñador de proyección: Daniel Brodie  Conceptos de vestuario: Thierry Mugler  Diseñador de vestuario: Chris March  Arreglos musicales: Eliot Douglass y Jean Houle Francoise  Canciones originales: Alex Gifford  Director de escena: Neelam Vaswani  Productores: Barbara Busackino, Aquí está el programa de marionetas de Dream Music, Tandem Otter Productions y Johnnie Moore